# Oleoducto Norperuano
El oleoducto Norperuano es el oleoducto más largo del Perú. Inicio su proyecto en 1972 y se concluyó la obra en febrero de 1978, es utilizado para transportar petróleo desde las zonas de explotación petrolera del departamento de Loreto cruzando los Andes hasta la costa en el terminal de Bayóvar, departamento de Piura con una longitud total de 1106 km al oeste.
El oleoducto comienza en San José de Saramuro (Provincia de Loreto-Nauta), en el noreste del Perú. Llega hasta Borja, donde se une al ramal norte. El ramal norte recorre Moronda hasta llegar a Andoas. Desde Borja luego se dirige a Kuzu Grande, distrito de Manseriche (Provincia de Datem del Marañón) hasta llegar a la costa en Bayóvar, departamento de Piura.
El oleoducto Norperuano tiene una capacidad de transportar 100 000 barriles/día. La empresa estatal peruana Petroperú es el operador de este oleoducto y ha sido objeto de diversos ataques intencionales.

## Historia
La historia se inició en 1972, cuando el Gobierno comunista de Juan Velazco Alvarado encargó a Petroperú, dependiente en aquella época del Ministerio de Energía y Minas, realizar los estudios requeridos para la construcción del oleoducto Norperuano y plantear los contratos con las compañías capaces de efectuar tal obra.
El contrato para el diseño definitivo fue adjudicado en 1973 a la firma Bechtel. El 16 de septiembre de 1974 ambas partes lo suscribieron. 
El tendido de los primeros tubos transportadores demandó dos años, con participación internacional.
El 31 de diciembre de 1976, la estación 1 del oleoducto (San José de Saramuro) recibió petróleo de los yacimientos de Petroperú, y el primer frente de crudo llegó a la Terminal de Bayóvar el 24 de mayo de 1977. El 7 de junio del mismo año el buque tanque Trompeteros realizó el primer embarque de crudo con destino a refinería La Pampilla, en Lima.
En el período de mayor actividad, la construcción del oleoducto demandó del esfuerzo de 7800 trabajadores –aproximadamente un millar de los cuales era extranjero–.
Petroperú construyó posteriormente el oleoducto ramal Norte, que va desde la estación Andoas a la estación 5. Entró en operaciones el 24 de febrero de 1978.

## Oleoducto principal
El oleoducto Norperuano se inicia con la recolección de petróleo crudo en los campos petrolíferos del Lote 8 ubicado en los distritos de Urarinas, Parinari y Trompeteros en la (Provincia de Loreto-Nauta) departamento de Loreto.
La estación 1 está ubicada en San José de Saramuro (Distrito de Urarinas), a orillas del río Marañón y a unos 200 km al sudoeste de Iquitos. Los tubos avanzan hacia el oeste con una longitud de 306 km y un diámetro de 24", en plena selva, a lo largo del río Marañón, hasta la localidad de Borja, donde se ubica la estación 5, también recolectora de petróleo crudo.
De esta estación, que es punto de confluencia del ramal Norte, la tubería continúa en dirección sudeste hacia Bayóvar con una extensión de 548 km y un diámetro de 36" pasando por la estación 6, en Kuzu Grande, Distrito de Manseriche, provincia de Alto Amazonas. Sigue en forma paralela a la carretera que va de Mesones Muro hasta Bagua, en el departamento de Amazonas, donde se localiza la estación 7, y en dirección sudeste se llega a la estación 8, en las inmediaciones del distrito de Pucará, departamento de Cajamarca.
En dicho punto, el oleoducto cambia a dirección noreste, hasta la estación 9, que es el último punto de bombeo, y desde donde inicia su ascenso a la cordillera de los Andes, la que cruza en el Paso de Porculla, a una altura máxima de 2390 m s. n. m.. En este lugar comienza a descender hasta alcanzar el desierto del departamento de Piura, donde se levanta la terminal de Bayóvar, en la Bahía de Sechura.

## Oleoducto ramal Norte
El oleoducto ramal Norte, con una longitud de 252 km y un diámetro de 16", fue adicionado en 1976 al oleoducto Norperuano para hacer factible el transporte del petróleo crudo que se extrae de los campos petrolíferos del Lote 192 ubicado principalmente en los distritos de Trompeteros  y el Tigre en la (Provincia de Loreto-Nauta), y el distrito de Andoas (Provincia de Datem del Marañón) .
Se inicia en la estación Andoas (Distrito de Andoas) y sigue en dirección oeste, atravesando los ríos Pastaza, Huazaga y Huituyacu, donde cambia de dirección hacia el sudoeste hasta el cruce del río Morona. En este lugar, se localiza la estación de bombeo del distrito de Borja, provincia del Alto Amazonas, departamento de Loreto.
Siempre en dirección sudoeste llega hasta el río Marañón, continúa por terreno plano y seco hasta el cruce del río Saramiriza, donde empieza el recorrido final hasta la estación 5 del oleoducto principal.
El oleoducto ramal Norte fue construido por el Grupo Mexicano Protexa en 1976, el campamento principal se localizó en Iquitos y campamentos auxiliares en los ríos Pastaza y Marañón.

## Características técnicas

### Tubería
El oleoducto Norperuano, tiene una longitud de 854 km (atraviesa costa, sierra y selva). Se divide en dos tramos, el primero de 306 km, conformado por tuberías de 24" de diámetro que unen las estaciones 1 y 5. 
La tubería está protegida con pintura epóxica, debido a que en la selva atraviesa agrestes terrenos o está sumergida. Existen lugares donde es imposible que los tubos vayan a nivel de tierra por lo que deben ser sostenidos por soportes tipo "H".
En el segundo tramo, que se inicia en la estación 5, la tubería de 36" es protegida con cinta de polietileno negra de 20 milésimas de pulgada y cubierta con una cinta blanca del mismo material de 25 milésimas de pulgada de espesor, para que pueda atravesar con éxito las zonas de montaña y de desierto. 
En las zonas salitrosas y rocosas, hasta llegar al puerto de Bayóvar, la tubería ha sido revestida con alquitrán imprimante de 4 mm de espesor, con dos envolturas de fibra de vidrio y una envoltura exterior de fieltro saturado de alquitrán. 
El Ramal Norte tiene una longitud de 252 km. Se inicia en la estación Andoas confluyendo en la estación 5 con el oleoducto principal. 
Toda la tubería está bajo los requerimientos establecidos en el API estándar 5LX, decimonovena edición de 1973, o el estándar API 5LS, sétima edición de 1973. 
El material de la tubería es de grado X-52, con un límite mínimo de fluencia de 36,3 kg/mm². Los diámetros de 16" y 24" tienen un espesor mínimo de 6,35 mm. Y el de 36" de 7,93 mm.

### Tanques de almacenamiento
El oleoducto Norperuano tiene cuatro estaciones recolectoras:
- estación 1: tiene tres tanques con capacidad individual de 121 000 barriles, más dos tanques de 50 000 barriles (463 000 barriles de capacidad total)
- estación 5: cuenta a su vez con tres tanques de 140 000 barriles cada uno, más dos tanques de 148 000 barriles, más uno de 121 000 barriles (837 000 barriles de capacidad total)
- estación Andoas: tiene un tanque de 115 000 barriles y dos tanques de 31 500 barriles cada uno (178 000 barriles de capacidad total)
- estación Terminal Bayóvar: tiene en operación 14 tanques de 140 000 barriles cada uno (una capacidad de almacenamiento de 1 960 000 barriles)

Los tanques son de fabricación soviética. Fueron comprados semiarmados, en rollos de hasta 65 toneladas de peso. Este sistema que facilita el levantamiento en sitio. Tres meses fue el tiempo promedio que duró montarlos.

### Bombas principales
Componentes principales de cada estación de bombeo:
- Bombas centrífugas accionadas por turbinas a gas (turbobombas). El oleoducto tiene instaladas 22 bombas principales para impulsar el petróleo, 17 de las cuales son accionadas por turbinas marca Ruston y 5 por motores Caterpillar.
- Dieciséis turbinas son de 4000 HP de potencia instalada en la estación 1, donde existe también una motobomba Caterpillar de 825 HP.

En la estación 5 hay tres turbobombas. En la estación 9 son necesarias cinco para hacer ascender al petróleo hasta los 2390 m s. n. m., altura del paso de Porculla, en la cordillera de los Andes.
Las estaciones 6, 7, 8 y Andoas tienen dos turbobombas, mientras que la estación Morona cuenta con 2 motobombas Caterpillar-Birgham y 2 motobombas Caterpillar-Ingersoll Rand.

### Generadores
En las estaciones del oleoducto Norperuano hay instalados siete turbogeneradores Ruston-General Electric de 1100 kW cada uno, y 20 motogeneradores, conformados por motores Caterpillar o Perkins, cuyas potencias varían entre 75−800 kW, de acuerdo con la necesidad de cada estación.

### Terminal Bayóvar
Una tubería de 42" de diámetro lleva el petróleo crudo desde los depósitos hasta el muelle, pasando antes por un sistema de medición de caudal a turbina con capacidad para 100 000 barriles/hora. 
En el muelle, los buques tanque son cargados mediante cuatro brazos de carga de 16" de diámetro, accionados hidráulicamente por control remoto. Cada brazo de carga tiene una capacidad de operación de 25 000 barriles/hora, totalizando 100 000 barriles/hora como velocidad máxima de carga de petróleo.
El muelle tiene 113 m de largo –desde la orilla– y 500 m entre sus extremos en forma de "T". Está construido sobre pilotes de acero clavados en el fondo marino.
El muelle puede recibir buques tanque de hasta 250 000 toneladas de peso muerto.
Todas las instalaciones están protegidas con sistemas contraincendio, como lanzadores y rociadores de agua de mar o espuma a presión, que operan sobre y bajo la plataforma de carga.
Las instalaciones sumergidas del muelle cuentan con un sistema de protección catódica con corriente impresa.

## Derrame de petróleo
El 25 de enero de 2016 se registró un derrame de petróleo por el kilómetro 441 del oleoducto. El 5 de febrero se registra otro derrame de petróleo por el kilómetro 206 del oleoducto. Se calcula que ambas fugas derramaron alrededor de 2000 barriles de petróleo afectado a varias comunidades. El 16 de febrero, el Ministerio de Salud anunció la declaratoria de emergencia sanitaria. La OEFA informó que las tuberías estaban corroídas. A través de un comunicado difundido el 25 de junio de 2016 a través de su cuenta Twitter, la empresa confirmó que la noche del 24 de junio se produjo un nuevo derrame de petróleo, informando que iniciará investigaciones dado que el bombeo de petróleo estaba suspendido desde el mes de febrero.